# Vivaldi-Gletscher
Der Vivaldi-Gletscher ist ein Gletscher an der Westküste der westantarktischen Alexander-I.-Insel. Er fließt vom Purcell-Schneefeld in südlicher Richtung zwischen den Colbert Mountains und den Lully Foothills zum Kopfende des Schubert Inlet.
Der Gletscher ist erstmals auf Luftaufnahmen zu finden, die bei der United States Antarctic Service Expedition (1939–1941) angefertigt worden sind. Der britische Geograph Derek Searle vom Falkland Islands Dependencies Survey kartierte ihn 1960 anhand von Luftaufnahmen der US-amerikanischen Ronne Antarctic Research Expedition (1947–1948). Das UK Antarctic Place-Names Committee benannte ihn 1961 zunächst als Vivaldi Gap. Diese Benennung wurde nach Auswertung von Landsat-Aufnahmen aus dem Jahr 1979 angepasst. Namensgeber ist der venezianische Komponist Antonio Vivaldi (1678–1741).